# 痛歼“虎头团”战场旧址
痛歼“虎头团”战场旧址，位于中国广东省湛江市廉江市横山镇峥角溪村，为湛江市廉江市的一个市级文物保护单位，类型为近现代重要史迹及代表性建筑，公布时间为1981年11月12日。
痛歼“虎头团”战场旧址的历史年代为解放战争时期。